# RCN-serie
De RCN-serie (ook wel: "Lt. Leary-serie"' dan wel "Leary & Mundy") is een serie van op zichzelf staande sciencefiction-boeken, geschreven door David Drake. Ze draaien om de avonturen van twee hoofdfiguren: Daniel Leary, een officier in de Republic of Cinnabar Navy (RCN) en Adele Mundy, van oorsprong bibliothecaresse, maar in de serie onderofficier (soms officier) in diezelfde RCN en tevens inlichtingen-specialist. De beide hoofdfiguren worden elk ondersteund door een volgeling/bediende met diverse talenten. Ook is er een zich steeds verder uitbreidend gezelschap van vaste bemanningsleden dat hen volgt in diverse (ruimte)schepen.
De serie wordt geklasseerd als moderne space opera, met veel militaire actie. Drake heeft de serie beschreven als een sciencefictionversie van de Aubrey–Maturin serie (door Patrick O'Brian) die ook twee hoofdpersonen heeft, met elk een eigen karakter. De RCN-serie is dan ook meer gebaseerd op karakterverschillen van de hoofdpersonen dan Drake's eerdere en veel rauwere Hammer's Slammers-serie. 
De serie werd uitgegeven door Baen Books, in zowel hardcover als paperback, alsook in elektronische vorm. In versies voor het Verenigd Koninkrijk heet de serie "The Republic of Cinnabar Navy" serie.

## Fictionele wereld
Beide hoofdpersonen zijn burgers van de planeet Cinnabar en horen elk tot een van de meest vooraanstaande families van hun thuisplaneet. Die thuisplaneet wordt min of meer democratisch geregeerd (het is een republiek) en is op zich weer het centrum van een informeel imperium van vele planeten. Tegenhanger van dit imperium is de Alliance of Free Stars, geregeerd door een dictator. Gedurende een deel van de serie bestaat er een openlijke staat van oorlog tussen beide imperia. 
De Alliance of Free Stars bestaat uit meer planeten en haar ruimtemarine, de Fleet, heeft meer oorlogsschepen dan Cinnabar, die ook nog eens moderner en groter zijn dan de schepen van de RCN. Deze Fleet kan dit overwicht veelal niet omzetten in succes: de bemanningen zijn veelal alleen vanwege dwang aan boord en vaak zijn de hogere officieren benoemd omdat ze 'politiek veilig' zijn in plaats van competent. Daarentegen wordt de RCN bemand door vrijwilligers en geleid door officieren die weliswaar vaak benoemd zijn vanwege 'invloed' maar toch ook geacht worden competent te zijn.

### Techniek
Ruimteschepen bewegen zich voort op drie manieren: 
- In een dampkring door een reactie-aandrijving (met water als reactiemateriaal).
- Buiten een dampkring door een, efficiëntere, materie-antimaterie High Drive.
- Tussen planeten worden schepen voortgedreven door zeilen (hightech, dun zeildoek) bevestigd aan masten met ra's; hoe meer masten hoe sneller het schip. Hiermee kunnen ze van het ene naar het andere universum navigeren om uiteindelijk weer naar het eigen universum terug te keren, maar op een andere locatie (al dan niet ver weg). Schepen kunnen elkaar wel volgen tussen die universa, maar elkaar alleen aanvallen in het eigen universum (sidereal universe).

Aanvallen kan door middel van programmeerbare projectielen (missiles, onbemande mini-ruimteschepen) die, voortgestuwd door twee High Drives (of één in de goedkopere export-versie), uiteindelijk een snelheid bereiken die de lichtsnelheid benadert (en die dus geen explosieve lading nodig hebben) of door plasmakanonnen. Ook zijn er kleine raketten, die een schip vleugellam kunnen maken door met een explosieve kop masten en zeilen te beschadigen, maar die worden vooral door en tegen piraten gebruikt. De constructie van ruimteschepen is van goedkoop materiaal, met name staal (ruimteschepen zijn dan ook vaak roestbakken). Uitzonderingen zijn kabels voor tuigage (en vislijnen), die gemaakt worden van beryllium. Krachtbronnen zijn (zoals in andere scienfictionboeken van Drake) gebaseerd op kernfusie.

### Sociaal
Op sociaal gebied bevat deze fictionele wereld de bekende Drake-elementen: grote sociale ongelijkheid, met her en der schrijnende armoede. Incompetente en/of corrupte ambtenaren zijn niet zeldzaam. De hogere klassen op Cinnabar zijn zeer status-bewust; er is een strakke sociale hiërarchie tussen de diverse families, met een constante dreiging met duels als men niet afdoende beleefd is. 
Eveneens typisch Drake is dat er vaak veel collateral damage is bij oorlogshandelingen, of bij andere acties waar militairen bij betrokken zijn.

## Titels
De eigenlijke serie bestaat uit de volgende boeken:
- With the Lightnings  - 1998, 2013
- Lt. Leary, Commanding - 2000
- The Far Side of the Stars - 2003
- The Way to Glory - 2005
- Some Golden Harbor - 2006
- When the Tide Rises - 2008
- In the Stormy Red Sky - 2009
- What Distant Deeps - 2010
- The Road of Danger - 2012[1]
- The Sea Without a Shore - 2014
- Death's Bright Day - 2016

De eerste zeven titels volgen Leary (bijgestaan door Mundy) in zijn carrière vanaf luitenant tot (tijdelijk) admiraal, in steeds spectaculairdere militaire acties, waarna de vrede uitbreekt en de actie weer kleinschaliger wordt. Twee latere boeken (Though Hell Should Bar The Way - 2018 en To Clear Away the Shadows - 2019) zijn gesitueerd in dezelfde fictionele wereld, maar de hoofdpersonen Leary en Mundy komen er nauwelijks dan wel niet in voor.

## Algemene karakteristieken
Als in andere boeken van Drake zijn de verhaallijnen geïnspireerd op historische gebeurtenissen, inclusief uit de klassieke oudheid. De plots van de diverse boeken zijn duidelijk heel divers (maar wel binnen het thema van de held die erop uittrekt en triomferend terugkeert), en bevatten zowel allerhande acties op persoonlijk niveau als een scala aan militaire acties. Hoofdpersoon Daniel Leary laat zich kennen als ongeëvenaard (op zijn oom na) navigator, (astrogator), als tactisch genie en iemand die snel vrienden maakt. De andere protagonist, Adele Mundy, is juist een einzelgänger, sociaal terughoudend, die ongelooflijk snel data kan analyseren en encrypties kan verbreken, maar qua grove motoriek onhandig is, met als opvallende uitzondering het hanteren van een pistool. Andere vaste figuren zijn de respectieve bediendes Hogg en Tovera, bootsman Ellie Woetjans en bemanningsleden Sun, Dasi en Barnes. Verder trekt er een reeks officieren-in-opleiding voorbij. Af en aan speelt ook het schip Princess Cecile (een korvet dan wel een gewapend jacht) een belangrijke rol.
Wel valt op dat de boeken wat betreft details opvallend veel continuïteitsfouten bevatten. Zo heet de vrede tussen de beide imperia in sommige boeken het "Verdrag van Rheims", maar elders het "Verdrag van Amiens". Drake schreef ook veel andere boeken in de periode dat hij deze serie schreef, zodat hij kennelijk andere dingen aan zijn hoofd had. Soms zijn er zelfs continuïteitsfouten binnen één boek. Ook valt op dat er heel veel herhaling zit in de uitleg over de fictionele wereld en over wat er gebeurd is met de familie van Adele Mundy, en hoe zij zich daarbij voelt. Een ander opvallend punt is het gebruik van natuurlijke historie: heel vaak duikt er net op het juiste ogenblik een organisme op met aparte (doch eigenlijk niet-geloofwaardige) kenmerken dat dan tactisch ingezet kan worden tegen de vijand.